# Gzip
gzip står för GNU Zip och är ett öppet komprimeringsprogram/format. Filer som är komprimerade med gzip brukar ha filändelsen .gz.

## Bakgrund
Gzip konstruerades 1992 av Jean-loup Gailly och Mark Adler som en ersättare till compress, som var standardverktyget för filkomprimering på Unix. Anledningen till detta var att man till GNU-systemet ville ha ett format som inte använde den patenterade kompressionsalgoritmen LZW, som compress gjorde. Version 1.0 släpptes i februari 1993.

## Teknologi
Komprimeringsalgoritmen som gzip använder är DEFLATE, det vill säga samma som zip. DEFLATE är LZ77 kombinerat med huffmankodning.
Eftersom gzip är en komprimering för dataströmmar (Till skillnad från exempelvis zip), finns det ingen inbyggd metod för att samla ihop flera filer till en, utan komprimering kan endast utföras på en fil (dataström) i taget. Man brukar därför använda gzip i kombination med tar, som kombinerar flera filer till en. Filändelsen blir då .tar.gz, eller möjligtvis .tgz.
Detta innebär att en mängd filer komprimerade med tar+gzip sannolikt får högre komprimeringsgrad än samma filer komprimerade med zip – eftersom gzip inte bryr sig om var de individuella filerna i tar-arkivet börjar och slutar, kan den godtyckligt kombinera ihop information från de olika filerna för att få bästa kompression. I fallet zip komprimeras dock varje fil alltid för sig. Detta förfarande har dock även nackdelar; zip kan utan fördröjning dekomprimera vilken som helst av filerna i innehållet, men gzip måste dekomprimera större mängder för att komma åt en specifik fil.
Gzip är en av de vanligaste komprimeringsmetoderna för HTTP 1.1-strömmar (data från en webbserver). För att spara på bandbredden kan vissa webbservrar vara konfigurerade att skicka data som en komprimerad gzip-ström. De flesta webbläsare har stöd för att ta emot data i detta format, och det hela sker utan att användaren märker något.